# Ubiquitous computing
Lo ubiquitous computing (in italiano: computazione ubiqua) o ubicomp è un modello post-desktop di interazione uomo-macchina o IUM (corrispondente all'inglese human-computer interaction o HCI), in cui l'elaborazione delle informazioni è stata interamente integrata all'interno di oggetti e attività di tutti i giorni.

## Storia
Fu Mark Weiser a coniare il termine "ubiquitous computing", attorno al 1988, durante la docenza come Chief Technologist (Ingegnere capo), presso il Palo Alto Research Center (PARC, Centro di Ricerca di Palo Alto) della Xerox.
Sia da solo che assieme a John Seely Brown, Weiser scrisse alcuni articoli che rappresentano i primi documenti sull'argomento, definendone gran parte della disciplina e delineando i suoi principali interessi e dubbi in proposito.

## Caratteristiche
(dichiarazione di un ingegnere senior di software riportata da Shoshana Zuboff)
Opposto al paradigma del desktop (letteralmente: «scrivania»), in cui un utente individuale aziona consciamente una singola apparecchiatura per uno scopo specifico, chi "utilizza" lo ubiquitous computing aziona diversi sistemi e apparecchiature di calcolo simultaneamente, nel corso di normali attività, e può anche non essere cosciente del fatto che questi macchinari stiano compiendo le proprie azioni e operazioni.
Questo paradigma viene descritto anche come calcolo pervasivo, intelligenza ambientale o, più di recente, ovunque' (oppure, utilizzando il corrispondente termine inglese, everyware). Quando riguarda principalmente gli oggetti coinvolti, è anche detto calcolo fisico, Internet of Things (letteralmente: Internet delle cose), haptic computing (letteralmente: calcolo tattile) e cose che pensano.
L'ubicomp comprende un'ampia gamma di argomenti di ricerca, tra cui il calcolo distribuito, il mobile computing, i Wireless Sensor Network (o WSN), l'interfaccia uomo-macchina e l'intelligenza artificiale.

## Opere in tema
Un'introduzione a questo particolare campo informatico, adatta a un pubblico generico, è rappresentata dal libro di Adam Greenfield Everyware: The Dawning Age of Ubiquitous Computing, in cui Greenfield descrive il paradigma d'interazione dello ubiquitous computing come "elaborazione di informazione che si dissolve in comportamento".